# Флэк, Мартин
Мартин Уильям Флэк CBE (20 марта 1882 — 16 августа 1931) — английский физиолог, который открыл синусовый узел вместе с сэром Артуром Китом в 1907 году.
Флэк был демонстратором по физиологии в Лондонском госпитале, а после стал преподавателем. Он входил в Медицинский исследовательский совет и стал директором медицинских исследований для королевских военно-воздушных сил. Он стал Командором ордена Британской империи в 1919 году.

## Работы
- The form and nature of the muscular connections between the primary divisions of the vertebrate heart (mit Arthur Keith). In: Journal of Anatomy and Physiology 41 (1907) 172
- A textbook of physiology by Martin William Flack,and Leonard Hill. Publisher Longman, Green New York, and Edward Arnold, London 1919
- Some considerations in the estimation of physical efficiency. Br Med J 2 (1923) 921
- The medical and surgical aspects of aviation; by H. Graeme Anderson. With chapters on applied physiology of aviation by Martin William Flack and The Aero-Neuroses of War-Pilots by Oliver Horsley Gotch
- The medical problems of flying including reports No. I-VII of the Air Medical Investigation Committee. Published by His Majesty’s Stationary Office, London 1920